# 이종남 (법조인)

이종남(李種南, 1936년 9월 30일 ~ 2021년 5월 25일)은 대한민국의 제21대 검찰총장과 제39대 법무부 장관을 지낸 법조인이자 제18대 감사원장이다. 본관은 덕수이며, 출생지는 서울이다.

## 경력
- 창원지방검찰청 통영지청장
- 1983년 : 서울중앙지방검찰청 검사장
- 1985년 : 법무부 차관
- 1987년 : 검찰총장
- 1990년 : 법무부 장관
- 1999년 : 감사원장

## 학력
- 1949년 : 서울공립공업중학교 2학년 재학 중 6.25 발발
- 1957년 : 덕수상업고등학교 졸업
- 1961년 : 고려대학교 법학 학사
- 1974년 : 건국대학교 대학원 수료
- 1975년 : 건국대학교 대학원 법학 박사

## 수상
- 1992년 : 청조근정훈장

| 전임 김종건 | 제28대 법무부 차관 1985년 10월 19일 ~ 1987년 5월 26일 | 후임 한영석 |

| 전임 서동권 | 제21대 검찰총장 1987년 5월 27일 ~ 1988년 12월 5일 | 후임 김기춘 |

| 전임 허형구 | 제39대 법무부 장관 1990년 3월 19일 ~ 1991년 5월 26일 | 후임 김기춘 |

| 전임 한승헌 | 제18대 감사원장 1999년 9월 29일 ~ 2003년 9월 28일 | 후임 윤은중 (직무대행) |